# Szczekociny

Szczekociny est une petite ville située depuis 1998 dans la voïvodie de Silésie, en Pologne, à la limite de la voïvodie de Sainte-Croix, non loin de la voïvodie de Petite-Pologne.
La population s'élevait à près de 4 000 habitants au recensement de 2008.
C'est à côté de cette localité que se déroula la Bataille de Szczekociny le 6 juin 1794 durant l'insurrection de Kościuszko.
Avant la Seconde Guerre mondiale, presque la moitié de la population de cette ville était d'origine juive. Ils furent en majorité déportés vers le camp d'extermination de Treblinka. À peine 10 % étaient survivants en 1945.
Le 3 mars 2012, un accident de chemin de fer sur le territoire de la commune, au lieu-dit Chałupki, y cause la mort de 16 victimes et l'hospitalisation d'une soixantaine de blessés.